# Terry Pratchett: Choosing to Die
Terry Pratchett: Choosing to Die ("Terry Pratchett : Elegir morir") es un documental de una toma producido en 2011 por KEO North para la BBC Scotland sobre el suicidio asistido, dirigido y producido por Charlie Russell.
El documental lo presenta el escritor Terry Pratchett y en él aparece Peter Smedley, un hombre de 71 años, millonario de la hostelería, que sufría Esclerosis lateral amiotrófica (ELA) desde que fuera diagnosticado en 2008  y que muere por suicidio asistido en la asociación suiza Dignitas.
El documental creó controversia y fue criticado por asociaciones cristianas por sesgado, algo negado por la BBC, la organización Dignity in Dying y el mismo Terry Pratchett.